# 帝産観光バス
帝産観光バス株式会社（ていさんかんこうバス）は東京都品川区に本社をおく大手観光バス事業者である。

## 概要
東京都以外に、愛知県、京都府、大阪府、兵庫県、奈良県に支店を持つ。グレイハウンド犬が駆ける姿のエンブレムと「犬のマークの帝産観光バス」のキャッチフレーズで知られる。 『帝産』は、静岡県の大仁鉱山や北海道の北ノ王鉱山で金を採掘していた帝國産金興業が前身であることに由来する。
かつては関東自動車・ニッコー観光バス・札幌観光バスなどとともにジェイ・コーチグループに加入していたが、2012年（平成24年）3月に離脱している。
WILLER GROUP及び西日本ジェイアールバスと、高速路線バスにおける管理の受委託を結んでおり、多客期に両社が運行する路線の続行便を帝産観光バスが運行する場合がある。過去にWILLER TRAVELをはじめ各旅行会社が主催するツアーバスの運行に携わっていた。
バスガイドの自社養成も行なっている。
大阪市住之江区でタクシー業を営んでいるテイサン大阪（旧社名 : テイサンキャブ大阪）は当グループとは一切関係ない。

## 沿革
- 1946年（昭和21年） - 大仁鉱山などを運営していた帝國産金興業株式會社が、戦後自動車運送業に進出するにあたり、帝産オート株式会社を設立。主にGHQの人員輸送及び在留米軍人のスクールバス運行に携わる。
- 1950年（昭和25年） - 函館市に帝産函館タクシーを設立する。
- 1960年（昭和35年） - 川越市内路線を東武鉄道及び国際興業へ譲渡する。
- 1963年（昭和38年） - 京都の観光バス及びタクシー事業を分離して新会社を設立する。現在は帝産京都自動車、帝産観光バス京都支店である。
- 1969年（昭和44年） - 仙台支店を「帝産観光バス仙台」として分社する。
- 1971年（昭和46年） - 水戸地区の営業を茨城オート株式会社へ譲渡する。
- 1972年（昭和47年） - 帝産函館タクシーを分離して函館タクシーに社名を変更する。
- 1981年（昭和56年） - 帝産オート株式会社の観光バス事業を分離して帝産観光バスを設立し、1982年（昭和57年）1月に営業を始める。
- 1999年（平成11年） - 名古屋支店と神戸支店をそれぞれ「帝産観光バス名古屋」「帝産観光バス神戸」として分社する。
- 2004年（平成16年） - 日本の投資会社「ジェイ・ウィル・パートナーズ」の傘下となる。
- 2008年（平成20年） - 帝産観光バス名古屋と帝産観光バス神戸を合併する。
- 2012年（平成24年） - 株式会社テイサンキャピタルを幹事会社とするMBOを実施してジェイ・コーチグループより離脱する。12月に西日本ジェイアールバスと管理受委託を結ぶ。
- 2018年（平成30年） - 湯快リゾート送迎バス・新大阪 - 湯原・三朝温泉線を受託。
- 2019年（平成31年・令和元年） - 湯快リゾート送迎バス・新大阪 - 湯原・三朝温泉線を京都まで延伸、新大阪・京都 - 山代・片山津・粟津温泉線を受託。
- 2021年（令和3年）
  - 4月1日 - 神戸支店の有志により「帝産バス神戸ユーチュー部」のチャンネル名で活動を開始。
  - 6月5日 - 東京支店の有志により「YouTubeチャンネル 帝産観光バス東京支店」のチャンネル名で活動開始。
  - 12月23日 - WILLER EXPRESSの運行に参入[1]。

## 営業所
東京支店
東京都品川区東品川4丁目10番23号
名古屋支店
愛知県小牧市三ツ渕字阿波戸1664-1
京都支店　
京都府長岡京市神足堂ヶ園1-1
京都支店十条営業所
京都府京都市南区上鳥羽仏現寺町1
奈良支店
奈良県天理市西長柄町492番3号
大阪支店
大阪府大阪市住之江区新北島5丁目1番69号
神戸支店
兵庫県神戸市西区玉津町田中南大山511番地
神戸支店三宮営業所
兵庫県神戸市中央区港島中町1丁目1番15号
神戸支店姫路営業所
兵庫県姫路市安田4-25 ザ・シティ市役所前2F

## 高速路線バス
WILLER EXPRESS
- TDS・TDL・大崎駅 ← 京都駅八条口・WBT大阪梅田・OCAT
- 大崎駅・バスターミナル東京八重洲・新横浜駅北口 → WBT大阪梅田・USJ・リーベルホテル アット ユニバーサル・スタジオ・ジャパン（桜島駅）
- USJ・WBT大阪梅田 - 米子駅・松江駅北口・出雲市駅南口

東京方面は2021年（令和3年）12月23日、米子・松江・出雲方面は2022年（令和4年）7月28日運行開始。いずれも大阪支店の管轄。
東京方面は2022年（令和4年）10月1日にTDSに乗り入れ開始、及び 東京駅（鍛冶橋）からバスターミナル東京八重洲に乗り入れ場所変更。

## 車両
バス側面でグレイハウンドが駆ける銀色のエンブレムは、アイ・キャッチャーとして視認性を高め、会社のシンボルとしても機能している。高速バス車両にも、イラストではあるが貸切バス車両のカラーリングデザインを模したイラストと共に描かれている。
2006年（平成18年）に投入された日野・セレガを除けば、現在の保有車両はほとんどが三菱ふそう車である。かつては2階建て車も保有していたが、2017年（平成29年）にWILLERによる「君の名は。」カフェバスの運行を受託し、三菱ふそう・エアロキングのオープントップバスが配置されていた。

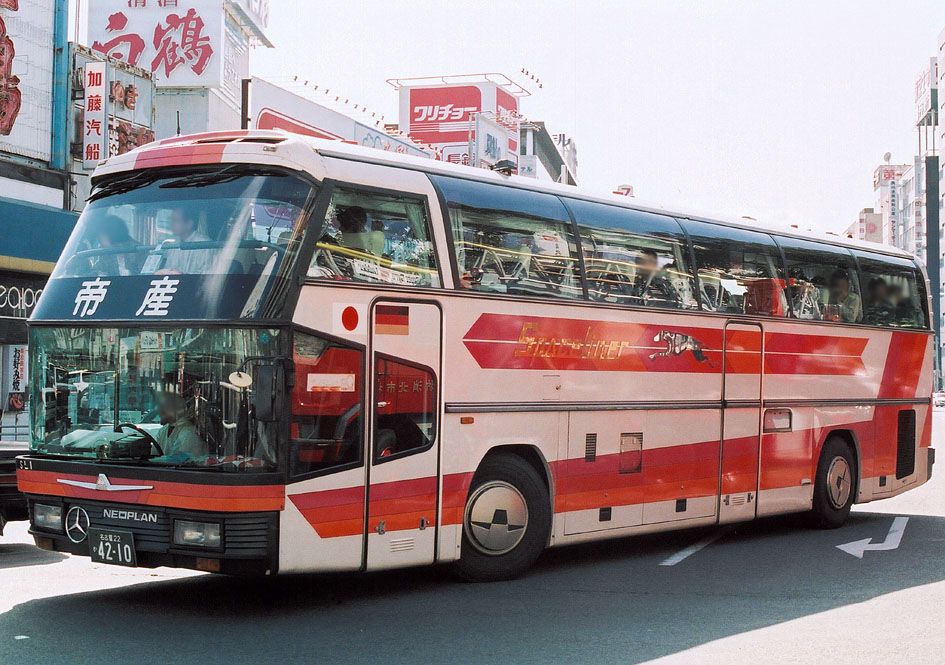
ネオプラン・スペースライナーN117/2
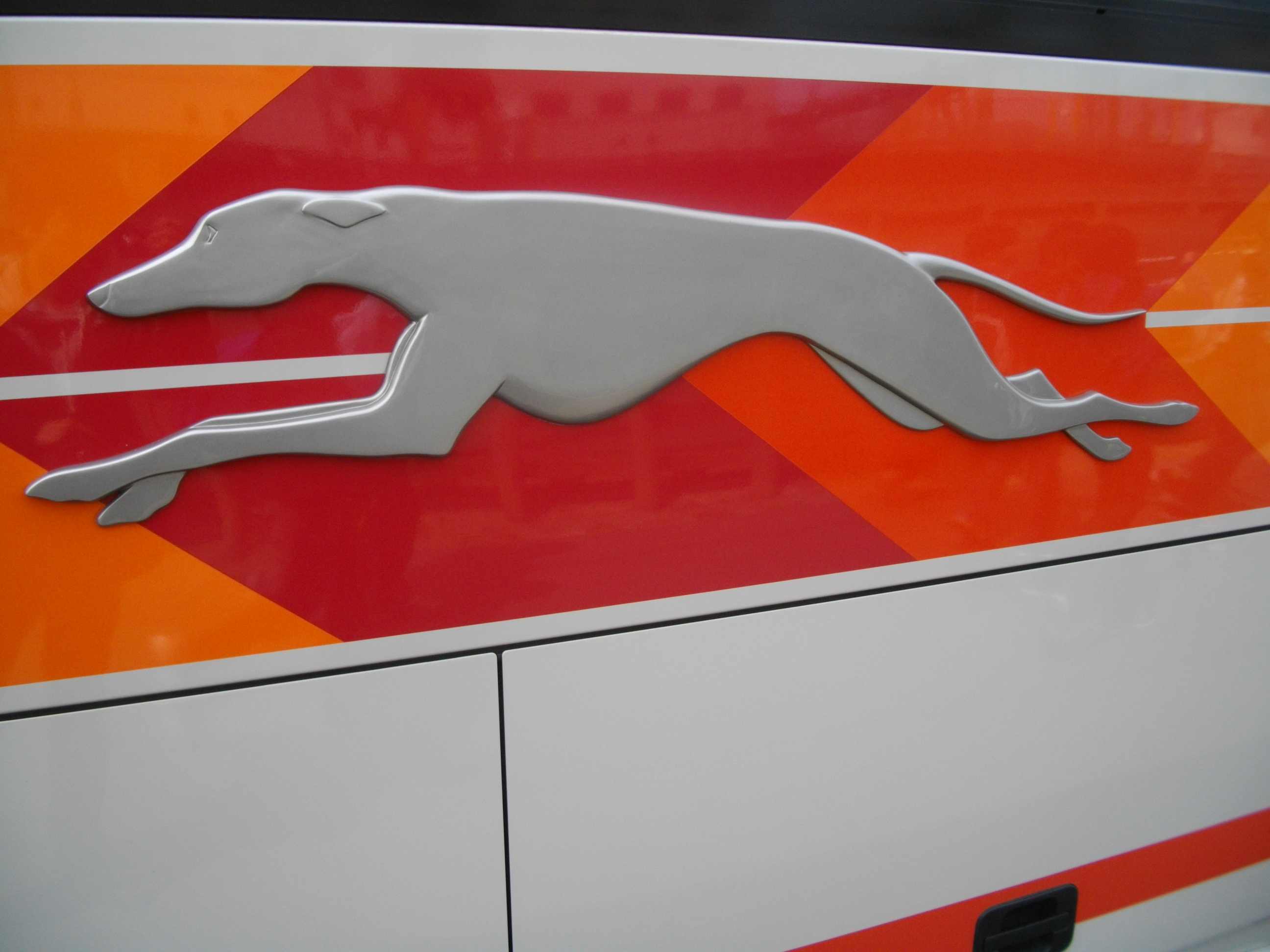
帝産観光バスの車両側面に取り付けられた、駆けるグレイハウンド犬のエンブレム
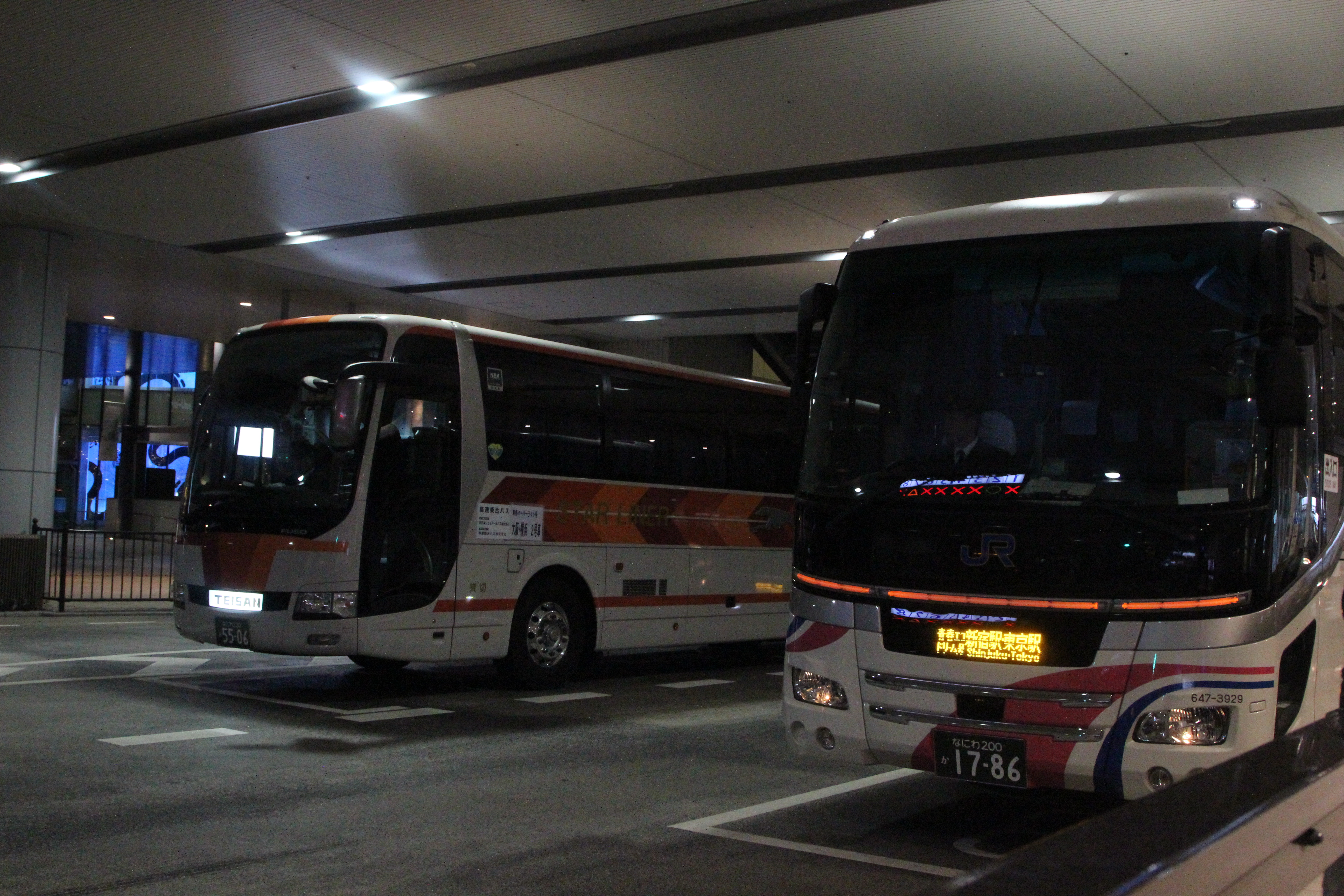
高速路線バス「青春ハーバーライト号」の受託便で運行される三菱ふそう・エアロエース
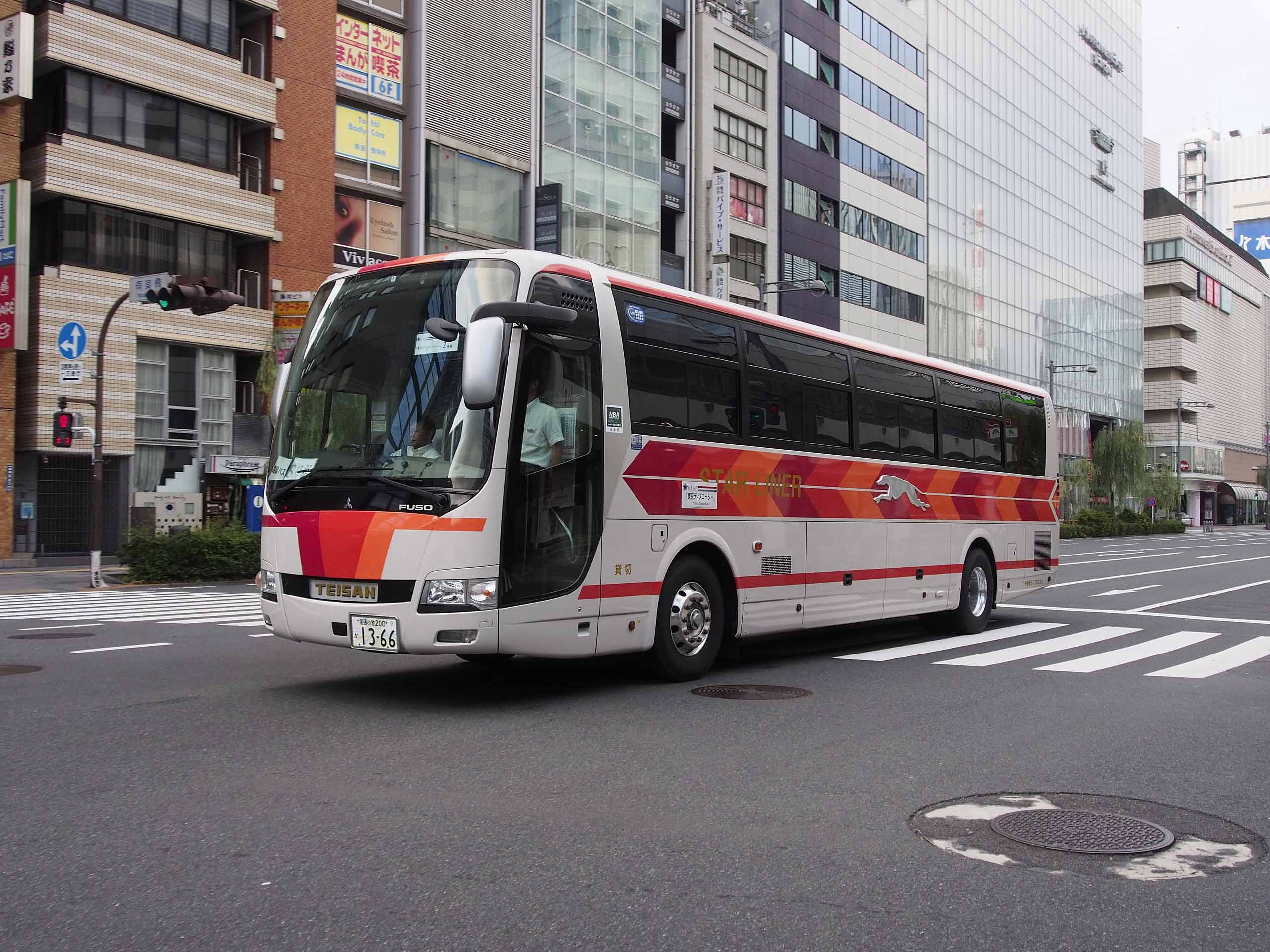
WILLER EXPRESSの高速路線バス受託便「STAR EXPRESS」で運行される三菱ふそう・エアロエース
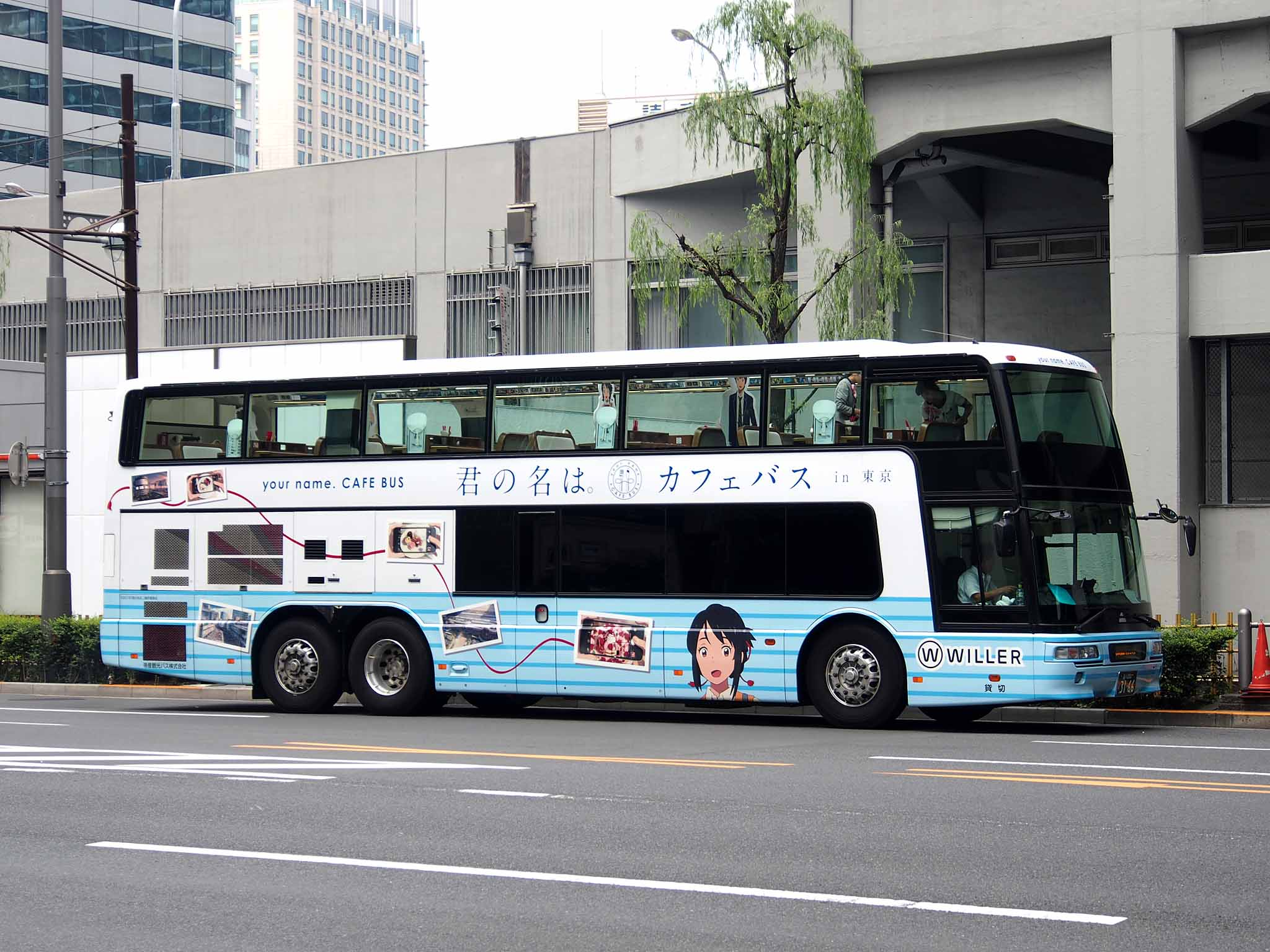
「君の名は。」カフェバス

## 車種別の保有車両数

### ニューメーティア(超大型車・スーパーハイデッカー)
- 東京支店
- 名古屋支店
- 京都支店
- 大阪支店
- 奈良支店
- 神戸支店

### スターライナー（超大型車・ハイデッカー）
- 東京支店
- 名古屋支店
- 京都支店
- 大阪支店
- 奈良支店
- 神戸支店

### ミッドスター(大型車・ハイデッカー)
- 名古屋支店
- 京都支店

### ベガ／ポラリス（中型車・マイクロバス）
- 京都支店

## グループ会社

### 現在のグループ会社
- 帝産キャブ名古屋
- 帝産キャブ奈良
- 帝産京都自動車
- 帝産ロッヂ
- 帝産エージェンシー
- 函館タクシー
- 滋賀帝産グループ
  - 帝産湖南交通
  - 帝産タクシー滋賀
  - 霊山観音 - 運営は異なるが、グループ会社として記載[2]。

### 過去のグループ会社
- 帝産オート
- 帝国産金興業
- 帝国水銀興業
- 帝産富士交通（廃業）
- 帝産ヘルスセンター
- 帝産ボウル静岡
- 日本平ゴルフクラブ - 稲森グループに売却。その後、鈴与グループへ再び売却された。
- 菊川カントリークラブ - 稲森グループに売却。
- メッツ（旧：帝産ダイカスト工業 → 帝産インダストリーズ） - 現在はホンダ系列
- 滋賀帝産グループ
  - 帝産観光バス滋賀
  - 京阪津ツーリスト - 2001年にグループ加入も、2017年に廃業。
- 茨城オート
- 広島バス